# Viamonte (Córdova)
Viamonte é um município da província de Córdova, na Argentina.